# Францішек Ковальський
Францішек Кова́льський (пол. Franciszek Kowalski) (*21 березня 1799, с. Паволоч, Сквирський повіт — †10 жовтня 1862, Київ) — польський письменник, архівіст.

## Життєпис
Народився в с. Паволоч Сквирського повіту (тепер Попільнянський район, Житомирська область). Навчався у Вінницькій повітовій школі (1810—1814 рр.) і створеній на її основі Подільській гімназії (1814—1818 рр.), де заявив про себе як обдарований поет. В 1819 р. продовжив навчання у Волинському ліцеї (Кременець), а після його закінчення у 1823 р. зблизився з літературними колами у Львові.

З 1820-х років почали виходити його «спольщені» переклади творів Мольєра. Зокрема, 6 томів побачили світ у віленському видавництві І. Ґлюксберга в 1847—1850 рр.

На початку 1824 р. перебрався до Варшави, де працював гувернером. З 1829 р. — учитель польської мови й літератури у воєводській школі в Щебжешині.

Брав участь у Листопадовому повстанні 1830—1831 рр., а його патріотичні вірші поширювались в рукописних листівках і були частково видані у збірці «Меч і лютня, або Пісні волі вільного поляка» (Варшава, 1831). Заарештований після капітуляції Замостя, був ув'язнений у фортеці в Кам'янці-Подільському аж до амністії на початку вересня 1832 р. Того ж року одружився з Аґнєшкою Яґеллович. По її передчасній смерті залишився з чотирма синами та двома доньками й замешкав у Галичині.

Написав кілька повістей для дітей та упорядкував низку збірок своїх віршів — «Жарти» (Львів, 1839), «Кам'янець» (Кам'янець-Подільський, 1847). Окремі пісні на його слова стали народними, зокрема «Улан на пікеті» та ін.

В 1849 р. став архівістом магнатського роду Потоцьких у Тульчині. Там робив вибірки до історії Польщі, допомагав дослідникам. Підготував до друку вірші періоду повстання та ув'язнення (у рукописі) та віршовану збірку «Гербові легенди» (Житомир, 1862). Почав нотувати спогади, фрагменти яких друкувались ще за його життя, зокрема у книзі «Спогади. Щоденник. Т. 1-2.» (Київ, 1859), де чимало сторінок присвячено Україні.

Не маючи в Тульчині платні, 1861 р. переїхав до Чернятина Літинського повіту. Наступного року виїхав на лікування до Києва, де помер 10 жовтня 1862 р.